# Valencia de las Torres (kommunhuvudort)
Valencia de las Torres är en kommunhuvudort i Spanien.   Den ligger i provinsen Provincia de Badajoz och regionen Extremadura, i den sydvästra delen av landet, 300 km sydväst om huvudstaden Madrid. Valencia de las Torres ligger 512 meter över havet och antalet invånare är 711.
Terrängen runt Valencia de las Torres är platt åt sydväst, men åt nordost är den kuperad. Runt Valencia de las Torres är det mycket glesbefolkat, med 3 invånare per kvadratkilometer. Närmaste större samhälle är El Casar, 15,6 km norr om Valencia de las Torres. Trakten runt Valencia de las Torres består till största delen av jordbruksmark.